# Kosmos 2452
Kosmos 2452, ruski vojni komunikacijski satelit iz programa Kosmos. Vrste je Strijela-3M (14F132 Rodnik br. 12 L).
Lansiran je 6. srpnja 2009. godine u 1:26 s kozmodroma Pljesecka u Rusiji. Lansiran je u nisku orbitu oko planeta Zemlje raketom nosačem Rokot/Briz-KM 11A05. Orbita mu je 1497 km u perigeju i 1506 km u apogeju. Orbitna inklinacija mu je 82,50°. Spacetrackov kataloški broj je 35499. COSPARova oznaka je 2009-036-B. Zemlju obilazi u 116,01 minutu. 
Nekoliko satelita Rodnika poslano je u istoj misiji. Dio Briz-KM se odvojio tijekom misije.

## Vanjske poveznice
- N2YO.com Search Satellite Database
- Celes Trak SATCAT Format Documentation (engl.)
- Kunstman  Arhivirana inačica izvorne stranice od 12. kolovoza 2019. (Wayback Machine) Satellites in Orbit (engl.)